# Hot Chelle Rae
Hot Chelle Rae – pop-rockowa grupa muzyczna założona w Nashville w stanie Tennessee w 2005 roku. Ich debiutancki album Lovesick Electric został wydany w październiku 2009. Zespół zdobył popularność głównie w Stanach Zjednoczonych po wydaniu singla „Tonight, Tonight” który w Lipcu 2011 zajął 7 miejsce na liście Billboard Hot 100 piosenka ta pochodzi z ich drugiego albumu wydanego 29 listopada 2010 „Whatever”. Ich kolejny singiel miał premierę 13 września 2011, a teledysk do piosenki ukazał się niecały miesiąc później 7 października, w tym samym czasie zespół opuścił wytwórnię Jive Records i podpisał nowy kontrakt z RCA Records.

## Muzycy
Obecni członkowie
- Ryan Keith Follse – główny wokal, gitara
- Nash Overstreet – śpiew, gitara
- Jamie Follese – perkusja

Byli członkowie
Ian Keaggy – śpiew, gitara basowa (2005–2013)

## Dyskografia

### Albumy
- Lovesick Electric (2009)
- Whatever (2011)
- Recklessly (2014)

## Nagrody i nominacje
- Premios Fuse Awards 2011: Nominacja
- American Music Awards 2011: Wygrana